# See

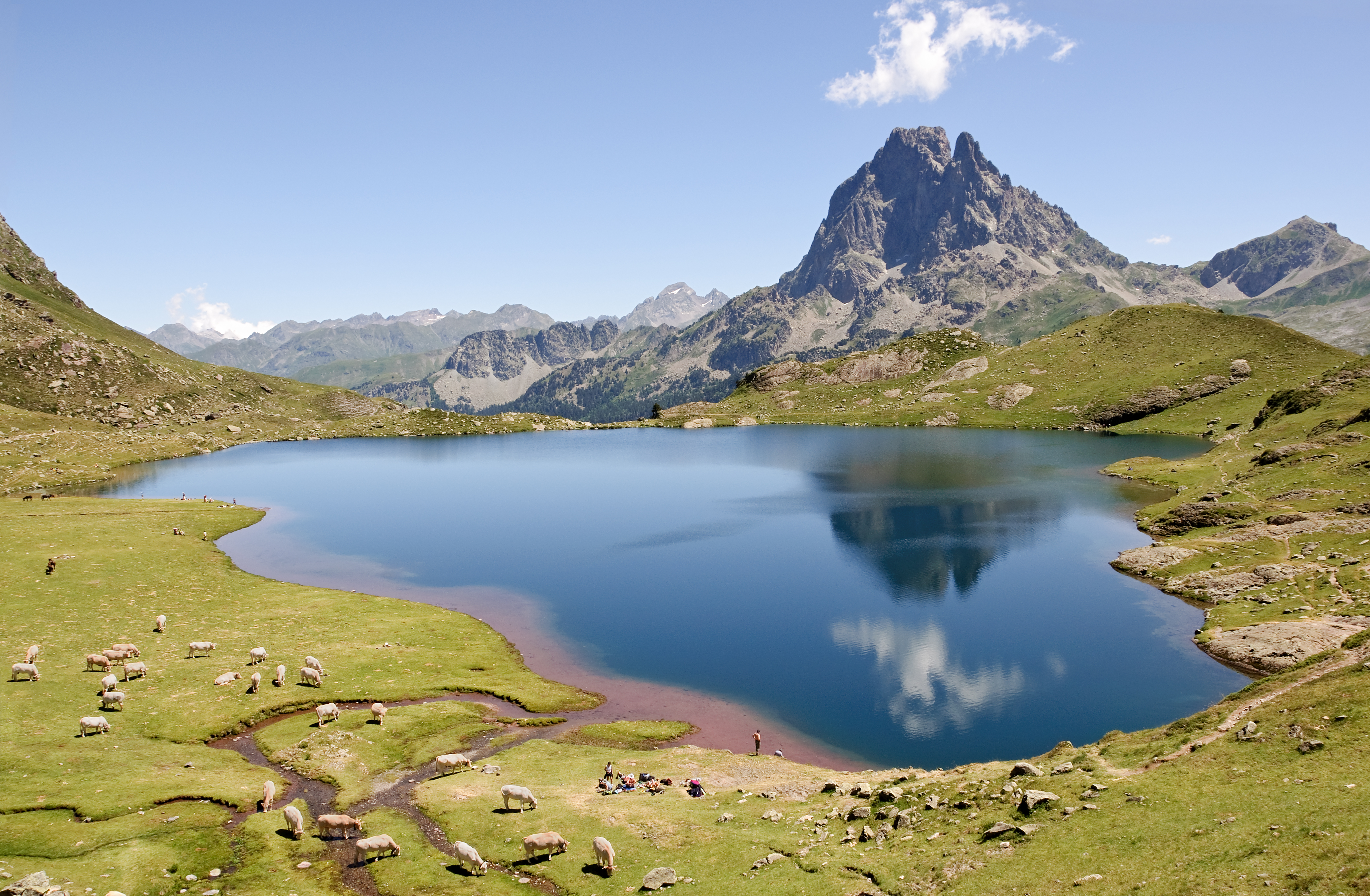
Lac Gentau im Vallée d'Ossau, Pyrenäen

Ein See ist ein Stillgewässer mit oder ohne Zu- oder Abfluss durch Fließgewässer, das vollständig von einer Landfläche umgeben ist. Seen werden oft als typische Beispiele für weitgehend geschlossene Ökosysteme herangezogen (Ökosystem See).

## Definition

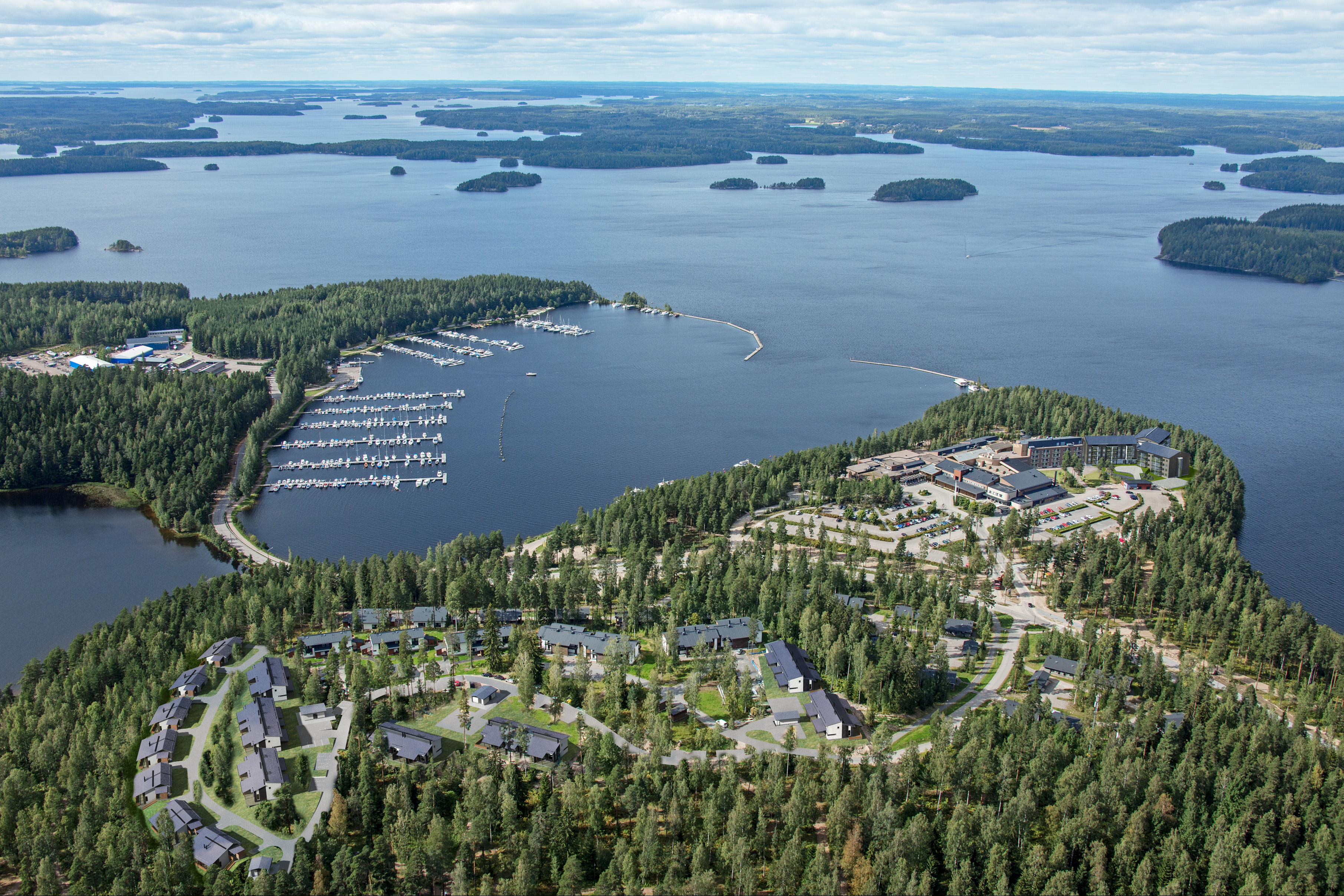
Saimaa im Imatra, Finnland

Ein See ist ein Binnengewässer, das eine (größere) Ansammlung von Wasser in einer Bodenvertiefung einer Landfläche darstellt und im Gegensatz zu einem Binnenmeer (zum Beispiel dem Mittelmeer) oder Randmeer (zum Beispiel der Nordsee) auf der 0-Meter-Höhenlinie keine direkte Verbindung zum Weltmeer hat. Damit weist er keinen durch Meeresströmungen bedingten Zu- und/oder Abfluss auf. Zu- und Abflussmenge sind in der Regel gegenüber der Gesamtwassermenge eines Sees gering. Im Gegensatz zu einem Fließgewässer weist ein See kein Gefälle auf.
Der Begriff Binnensee wird gebraucht, um Seen des Binnenlandes von Küstenseen (Strandseen, küstennahen Brackwasserseen oder durch Eindeichung der Küste entstandene Seen) abzugrenzen, aber auch allgemein zur Bezeichnung von Seen.
Ein See im Sinn der limnologischen Definition ist in der Regel wesentlich tiefer als ein Teich, Tümpel oder Weiher, so dass sich eine über Tage bis Monate stabile Temperaturschichtung ausbilden kann. Die Frequenz ihrer Durchmischung wird zu einer Einteilung der Seen benutzt, da sie auch weitreichende ökologische Folgen hat (siehe Ökosystem See). In dieser Hinsicht gelten auch die flachen Steppenseen wie der Neusiedler See oder der Plattensee nicht als „echte“ Seen (sie werden limnologisch als „Flachseen“ abgegrenzt). Nach einer häufiger verwendeten Definition sind Seen nur stehende Gewässer mit einer Tiefe von über zwei Metern. Seen im eigentlichen Sinn sind natürliche Gewässer, nur im weiteren Sinn gehören auch künstliche Gewässer wie Stauseen und Bergbaurestseen dazu.
Allerdings ist die genaue Abgrenzung zwischen Seen und Tümpeln/Weihern etc. unscharf und immer subjektiv. Deshalb bezeichnen einige Limnologen jede mit Wasser gefüllte Senke als See. Für ihre Kategorisierung wäre dann unerheblich, ob ein See ständig, periodisch oder episodisch mit Wasser gefüllt ist und ob er eine permanente Schichtung ausbildet.
Umgangssprachlich ist die Zuordnung oft abhängig von der Salinität, diese ist jedoch kein Kriterium. Ein See enthält zwar meistens Süßwasser, es gibt aber auch große Salzseen, wie z. B. das Kaspische Meer (treffender ist deshalb der früher geläufige Name Kaspisee), den Aralsee und das Tote Meer. Auch sodahaltige Seen gibt es, zum Beispiel die des Rift Valley im Ostafrikanischen Grabenbruch wie der Nakurusee, den anatolischen Vansee und einige der Lacken um den Neusiedler See.
Eine weitere Definition kann über die Größe erfolgen. Die Mindestgröße eines Sees beträgt etwa einen Hektar.
In der Astronomie spricht man auch dann von Seen, wenn diese eine andere Flüssigkeit als Wasser enthalten, etwa bei den Methanseen auf Titan.

### „See“ und „Meer“
Im Niederdeutschen (und ebenso im Niederländischen) sind die Wortbedeutungen von „Meer“ und „See“ gegenüber dem Hochdeutschen vertauscht: Die an Norddeutschland angrenzenden Meere heißen Nordsee und Ostsee (jeweils feminin). Im Landesinneren liegen dagegen z. B. das Steinhuder Meer, das Zwischenahner Meer, das Große Meer und andere. In den Niederlanden wurde die Zuiderzee nach ihrer Eindeichung in IJsselmeer umbenannt, da auf Niederländisch ein Binnensee stets als „meer“ bezeichnet wird.
Aus dem niederdeutschen Sprachraum gelangten viele Begriffe in den standarddeutschen Wortschatz. So wird ein großer Teil der Wortkombinationen mit Bezug zum Meer mit „See“ gebildet: „auf hoher See“, „in See stechen“, „raue See“, Seebad, Seefahrt, Seehandel, Seehund, Seekrankheit, Seeluft, Seenot, Seeräuber, Seevogel, Tiefsee, Übersee und viele mehr. Ein kontrastierendes Beispiel von außerhalb des Niederdeutschen wäre etwa die Seerose.

## Entstehung von Seen

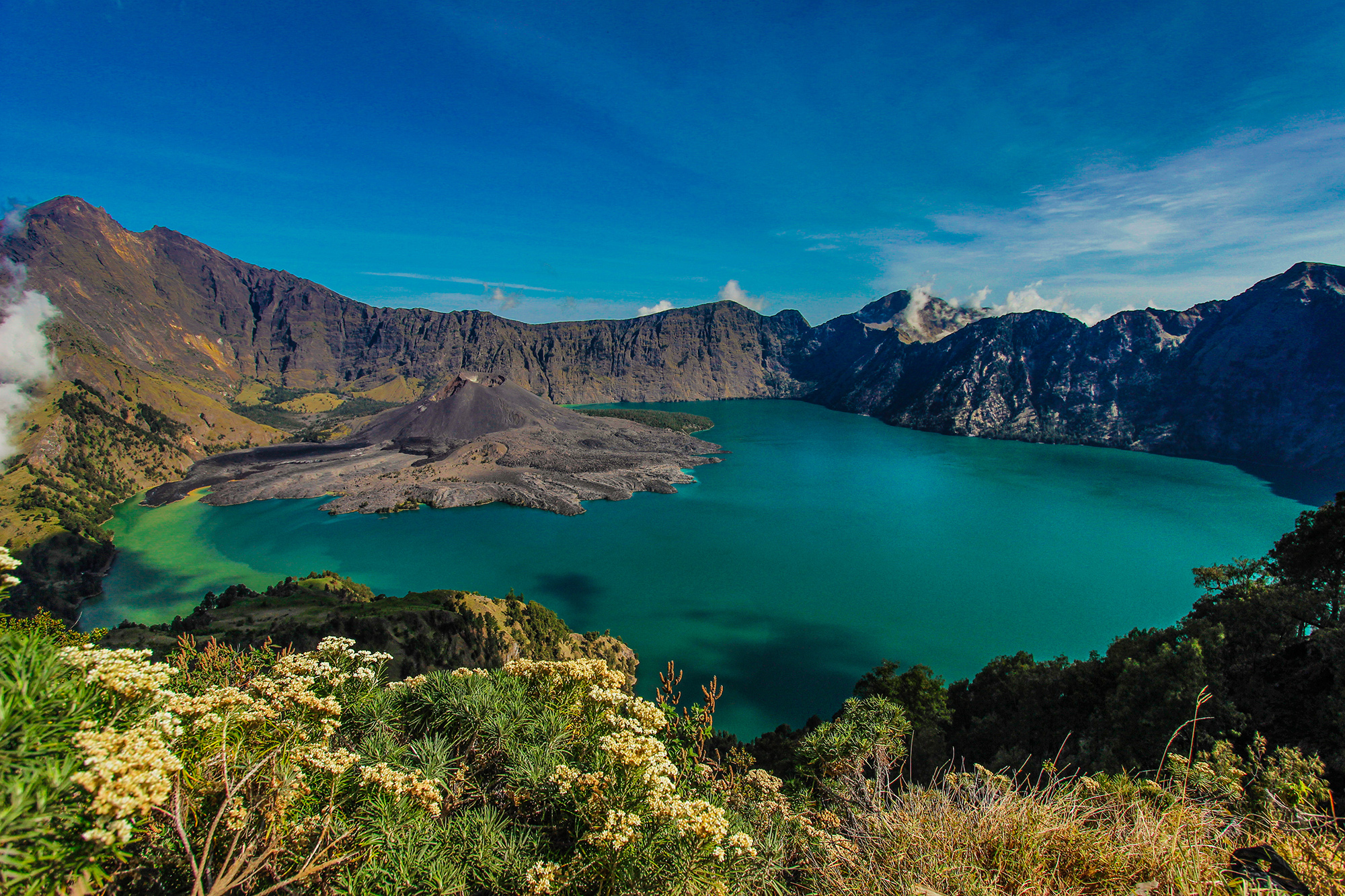
Kratersee am Rinjani, Indonesien

Geologisch und geomorphologisch unterscheidet man folgende Seearten:
- Auf natürliche Weise entstandene Seen.
- Künstliche angelegte Seen. Sie bezeichnet man – je nach der Art ihrer Anlage – als Baggersee, Tagebausee oder Stausee. Auch durch Eindeichung von Meeresbuchten können künstliche Seen entstehen, z. B. das IJsselmeer.

Natürlich entstandene Seen kann man nach der Art ihrer Entstehung weiter untergliedern:
- Glazialseen entstanden durch die abtragende bzw. aufschüttende Wirkung von Gletschern bzw. von Gletscherschmelzwasser. Das ist weltweit der häufigste Seentyp (z. B. die Großen Seen in Nordamerika oder die zahlreichen Seen in Nord- und Süddeutschland).
- Gletscherrandseen und Eisstauseen sind Seen kurzer Lebensdauer an aktiven Gletschern.
- Tektonische Seen wie der Vansee entstanden durch Dehnung der Erdkruste und dadurch auftretende Risse und Grabenbrüche, z. B. der Baikalsee. Im Ostafrikanischen Grabenbruch bildete sich eine lange Seenkette, zu der auch der 1470 m tiefe Tanganjikasee zählt. Zu den tektonischen Seen zählen auch die meisten abflusslosen Endseen in Trockengebieten, da sie für gewöhnlich innerhalb von Senkungsgebieten liegen.
- Abdämmungsseen entstehen durch Bergstürze im Gebirge, durch Lavaströme oder Schotterfelder sowie an Küsten durch Abschnürung von Meeresbuchten. Letztere werden auch als Strandseen bezeichnet.
- Karst- oder Erdfallseen entstehen durch Auflösung (und Abtransport) von Karbonatgestein oder Salzlagern (Subrosion) im Untergrund und Nachsacken der Erdoberfläche, beispielsweise der Arendsee und der Süße See in Sachsen-Anhalt.
- Seen, die durch vulkanische Aktivitäten entstanden sind (Kratersee). Beispiele in Deutschland sind die Maare in der Eifel, inklusive Laacher See.
- Seen innerhalb von Meteoritenkratern wie z. B. der Elgygytgyn.
- Altwasserseen entstehen durch natürliche Verlagerung von Flussläufen. Das alte Flussbett bleibt dann als langgestreckter See zurück (z. B. Kamernscher See bei Havelberg; jedoch durch Flussregulierung: Alte Donau in Wien).
- Thermokarstseen entstehen in Gebieten mit Dauerfrostboden, z. B. in Alaska oder Nordsibirien.
- Seen mit einer komplexen Entstehungsgeschichte. So liegt der Vätternsee in Schweden z. B. innerhalb eines Grabenbruches, das Becken wurde aber vor allem von Gletschern ausgeschürft.

## Sedimentation und Verlandung
Seen als Hohlformen werden natürlicherweise nach und nach mit Feststoffen angefüllt und haben daher, in geologischen Zeiträumen betrachtet, eine begrenzte Lebensdauer. Vor allem bei Seen, die durch einmündende Fließgewässer gespeist werden, füllt sich das Becken nach und nach durch Sedimentation von durch Flüsse mitgebrachtem Material, am Gewässergrund transportiertes Grobmaterial (Geschiebe genannt) und im Wasser suspendierte Schwebstoffe. Da die Transportkraft des Wassers direkt von der Fließgeschwindigkeit abhängt, wirken in ein Fließgewässer eingeschaltete Standgewässer als Sedimentfallen. Die mitgeführte Feststofffracht sinkt, der Schwerkraft folgend, zu Boden. Bei der Sedimentation ist neben der Anlandung mineralischer Sedimente auch die Ablagerung im See selbst durch lebende Organismen gebildeter organischer Substanz von Bedeutung, dieser Vorgang wird dann als Verlandung bezeichnet. Im tatsächlichen Sprachgebrauch werden diese aber nicht immer so scharf unterschieden.
Größere einmündende Flüsse schütten an der Mündung ein Flussdelta auf. In mitteleuropäischen Seen sind diese aber oft durch wasserbauliche Maßnahmen zerstört und nur selten (wie am Chiemsee) noch aktuell erhalten. Der Sedimenteintrag durch kleine Bäche ist im Verhältnis meist weniger bedeutsam, kann aber bei Hochwasserereignissen in kurzer Zeit manchmal große Materialmengen liefern. Feineres Material wird nicht im Delta abgelagert und führt zur Wassertrübung, es setzt sich nach und nach am gesamten Grund des Sees ab. Von außen kommender (allochthoner) Eintrag organischen Materials wie zum Beispiel Falllaub ist nur bei sehr kleinen Seen bedeutsam.
Durch autochthone (durch seeeigene organische Substanz angetriebene) Verlandung verschwinden letztlich auch Seen ohne Sedimentfracht einmündender Fließgewässer, dieser Vorgang dauert aber meist länger. Sobald die organische Substanz über den Wasserspiegel emporsteigt, wird sie aber durch verstärkten Sauerstoffzutritt meist rascher mineralisiert, so dass der alte Seegrund nicht weiter ansteigt und ein Sumpfgebiet oder ein Bruchwald als Endpunkt der Verlandungsreihe (einer natürlichen Sukzession) zurückbleibt. In sehr sauren Seen kann sich ein hochmoor-artiges Verlandungsmoor ausbilden.

## Nutzung
Natürliche und künstlich angelegte Seen bieten neben ihrer Bedeutung für die Natur auch einige Nutzungsmöglichkeiten für den Menschen.
Die meisten Seen werden entweder von Berufs- oder Angelfischern bewirtschaftet. Ferner können Seen als Badesee für Freizeit und Erholung, Schwimmen und Baden genutzt werden. Größere Seen bieten Möglichkeiten zum Wasserskifahren, Windsurfen und Segeln. Auf vielen großen Seen wird auch Binnenschifffahrt betrieben. Stauseen dienen oft der Stromerzeugung in Wasserkraftwerken. Aus Stauseen und hinreichend sauberen Naturseen wird auch oft Trinkwasser gewonnen.

### Nutzungsrechte für Flächen
Die Nutzung von Wasserflächen, Uferbereichen, Anlandungen, Eisflächen sind rechtlich mitunter eine komplexe Materie.
Am Bodensee sind die Staatsgrenzen innerhalb D-A-CH nicht festgelegt.
Gemeindegebiete grenzen mitunter mitten in Seeflächen aufeinander.
In Österreich sind Seen häufig im „Privat“eigentum der Österreichischen Bundesforste.
Die Bezirkshauptmannschaft Salzburg-Umgebung sagt 2023, die Trumer Seen, Wallersee sowie Fuschl- und Wolfgangsee stellen keine öffentlichen Wasserflächen dar.
Eine Anlandung vor einem privat besessenen Ufergrundstück darf bis zu einem gewissen Maß – Allgemeingebrauch: Badetuch ausbreiten – von jedermann benutzt werden.
Länder und Gemeinden trachten mitunter danach, durch die Öffnung von Seegrundstücken und Errichtung von WC-Anlagen eine unkomplizierte Nutzungsmöglichkeit für jedermann zu schaffen. Etwa in Litzlberg am Attersee, grob um 1990.

## Rekorde und Daten
Weltweit gibt es 1,4 Millionen Seen mit Oberflächen größer als 10 Hektar. Das Land mit den meisten Seen ist Kanada mit über 900.000 Seen. Finnland hat 187.888 Seen. Das gesamte Wasser aller Seen würde die gesamte Landoberfläche 1,30 Meter hoch bedecken. Durchschnittlich tauscht sich das Wasser eines Sees alle fünf Jahre komplett aus. Die zehn größten Seen der Welt enthalten 85 Prozent des Wassers aller Seen. Der Baikalsee enthält alleine ein Fünftel des gesamten Süßwassers der Erde. Er ist mit mehr als 25 Millionen Jahren auch der älteste See der Erde.

### Größte Fläche
| See               | Fläche     | Tiefe     | Lage                                                    | Wasserart   |
| ----------------- | ---------- | --------- | ------------------------------------------------------- | ----------- |
| Kaspisches Meer   | 393898 km² | 995 m     | Russland, Kasachstan, Aserbaidschan, Iran, Turkmenistan | Salzwasser  |
| Oberer See        | 82414 km²  | 405 m     | USA, Kanada                                             | Süßwasser   |
| Victoriasee       | 68870 km²  | 81 / 85 m | Tansania, Kenia, Uganda                                 | Süßwasser   |
| Huronsee          | 59596 km²  | 229 m     | USA, Kanada                                             | Süßwasser   |
| Michigansee       | 58016 km²  | 281 m     | USA                                                     | Süßwasser   |
| Tanganjikasee     | 32893 km²  | 1470 m    | Demokratische Republik Kongo, Tansania, Sambia, Burundi | Süßwasser   |
| Großer Bärensee   | 31792 km²  | 446 m     | Kanada                                                  | Süßwasser   |
| Baikalsee         | 31492 km²  | 1642 m    | Russland                                                | Süßwasser   |
| Malawisee         | 29600 km²  | 706 m     | Malawi, Tansania, Mosambik                              | Süßwasser   |
| Großer Sklavensee | 28438 km²  | 614 m     | Kanada                                                  | Süßwasser   |
| Eriesee           | 25745 km²  | 64 m      | USA, Kanada                                             | Süßwasser   |
| Winnipegsee       | 24341 km²  | 18 m      | Kanada                                                  | Süßwasser   |
| Ontariosee        | 19259 km²  | 244 m     | USA, Kanada                                             | Süßwasser   |
| Balchaschsee      | 18428 km²  | 26 m      | Kasachstan                                              | Brackwasser |
| Ladogasee         | 17703 km²  | 255 m     | Russland                                                | Süßwasser   |

### Tiefste Seen
| See                       | Tiefe  | Fläche     | Lage                                                    | Wasserart  |
| ------------------------- | ------ | ---------- | ------------------------------------------------------- | ---------- |
| Baikalsee                 | 1642 m | 31492 km²  | Russland                                                | Süßwasser  |
| Tanganjikasee             | 1470 m | 32893 km²  | Demokratische Republik Kongo, Tansania, Sambia, Burundi | Süßwasser  |
| Kaspisches Meer           | 995 m  | 393898 km² | Russland, Kasachstan Aserbaidschan, Iran, Turkmenistan  | Salzwasser |
| Lago O’Higgins/San Martín | 799 m  | 1013 km²   | Chile, Argentinien                                      | Süßwasser  |
| Malawisee                 | 706 m  | 29600 km²  | Malawi, Tansania, Mosambik                              | Süßwasser  |
| Wostoksee                 | 670 m  | 15690 km²  | Antarktis                                               | Süßwasser  |
| Yssykköl                  | 668 m  | 6236 km²   | Kirgisistan                                             | Süßwasser  |
| Großer Sklavensee         | 614 m  | 28438 km²  | Kanada                                                  | Süßwasser  |
| Crater Lake               | 594 m  | 53 km²     | USA                                                     | Süßwasser  |
| Lago General Carrera      | 590 m  | 2200 km²   | Chile, Argentinien                                      | Süßwasser  |
| Hornindalsvatnet          | 514 m  | 50 km²     | Norwegen                                                | Süßwasser  |
| Tobasee                   | 505 m  | 1103 km²   | Indonesien, Sumatra                                     | Süßwasser  |
| Lake Tahoe                | 501 m  | 497 km²    | USA                                                     | Süßwasser  |
| Lago Argentino            | 500 m  | 1466 km²   | Argentinien                                             | Süßwasser  |
| Lake Hauroko              | 463 m  | 63 km²     | Neuseeland                                              | Süßwasser  |
| Nahuel Huapi              | 460 m  | 531 km²    | Argentinien                                             | Süßwasser  |
| Vansee                    | 457 m  | 3740 km²   | Türkei                                                  | Sodawasser |
| Großer Bärensee           | 446 m  | 31153 km²  | Kanada                                                  | Süßwasser  |
| Comer See                 | 425 m  | 146 km²    | Italien                                                 | Süßwasser  |
| Oberer See                | 405 m  | 82414 km²  | USA, Kanada                                             | Süßwasser  |
| Gardasee                  | 346 m  | 370 km²    | Italien                                                 | Süßwasser  |

### Höchstgelegener See
Der Lhagba Pool in Tibet lag 6.368 m hoch, seine Klassifizierung als See (statt eines Schmelzwasserpools) war allerdings umstritten. Der See ist heute nicht mehr vorhanden. Danach gilt der Kratersee des 5920 m hohen Vulkans Licancabur an der Grenze zwischen Bolivien und Chile als höchster See der Erde.
Der Titicaca-See liegt 3810 m über dem Meeresspiegel und ist das höchstgelegene kommerziell schiffbare Gewässer der Erde.

### Tiefst gelegener See
- Das Tote Meer liegt 420 m unter dem Meeresspiegel.
- Der Wostoksee liegt 3700 bis 4000 Meter unter der Eisoberfläche der Antarktis.

### See mit dem klarsten Wasser
Der Blue Lake in der neuseeländischen Region Tasman hat mit 70–80 Metern die höchste Sichttiefe aller natürlichen Süßwassergewässer. Destilliertes Wasser für Laborzwecke hat eine Sichtweite von etwa 80 m.

## Unterirdische Seen

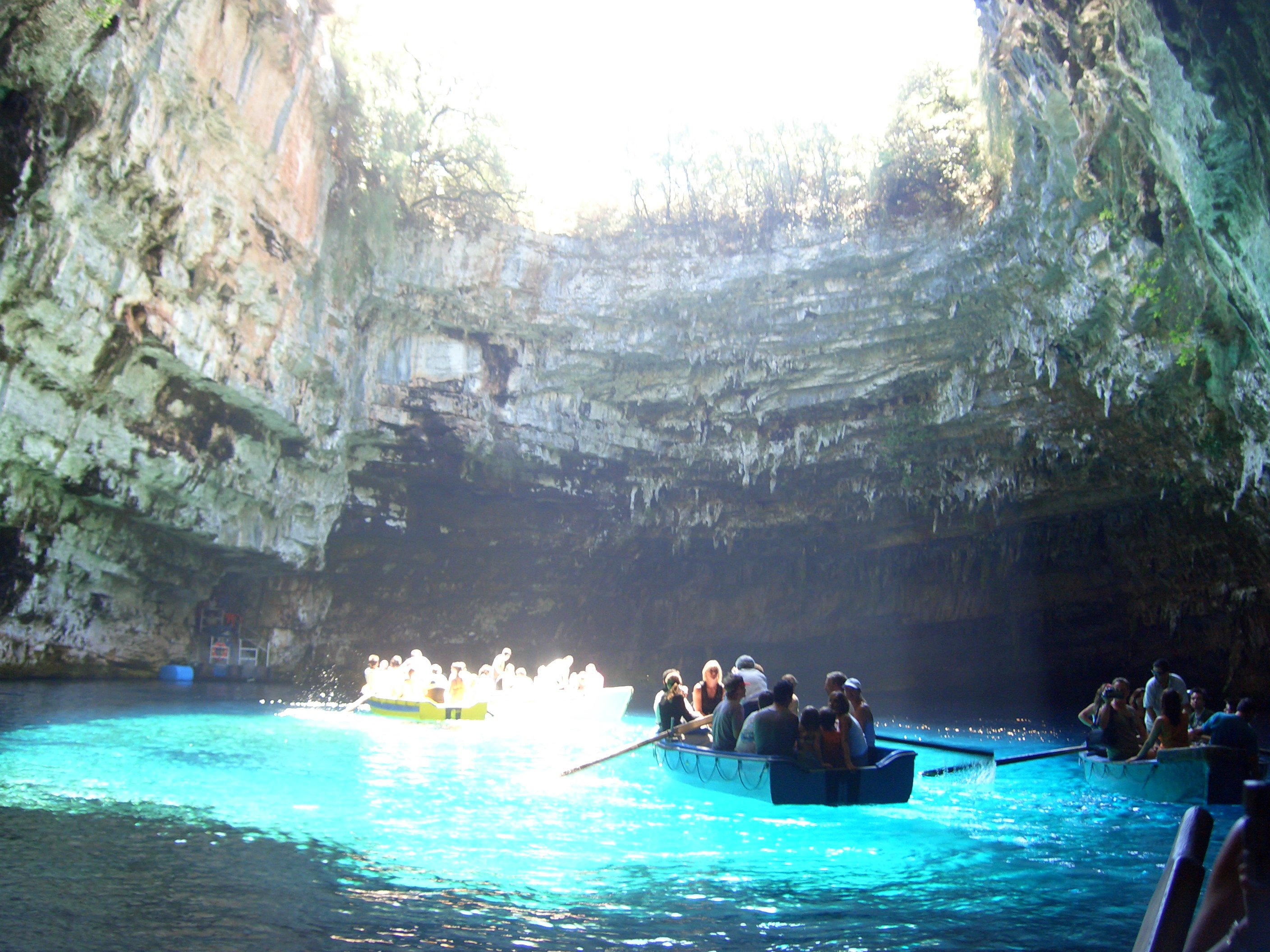
Der See in der Höhle Melissani auf Kefalonia

In Grönland und auf der Antarktis gibt es unter Gletschereis verborgene Seen.
Höhlen und Untertage-Bergbaue können Seen aufweisen. Natürliche unterirdische Hohlräume, die groß genug für Seen sind, sind auf Karstregionen beschränkt (in Kalkgestein, seltener in Gipsgestein), die Vorstellung, das Grundwasser bilde eine Art unterirdischen See, ist irrig. Hohlräume, die groß genug sind, um auch Menschen den Zutritt zu gewähren, werden Höhlen genannt. Diese können wassergefüllt sein (Fachausdruck phreatische Höhle) oder luftgefüllt (vadose Höhle). Wenn der Hohlraum nur partiell mit Wasser gefüllt ist, bildet er einen Höhlensee. Seltener können diese auch, wie oberirdische Seen, durch an Barrieren gestautes Wasser entstehen. Gewöhnlich werden alle offenen stehenden Gewässer in Höhlen, unabhängig von ihrer Größe, als Seen bezeichnet.
Eine menschgemachte Sprengung mit Zutritt von Grundwasser in ein Bergwerk schuf die (künstliche) Seegrotte in Niederösterreich. Auch der (natürliche) Lac Souterrain de Saint-Léonard in der Schweiz wird von Booten mit Touristen befahren.

## Ökologie
Der Anstieg der CO2-Konzentration in der Erdatmosphäre im Anthropozän führt neben der Versauerung der Weltmeere auch zur Versauerung von Seen. Als weitere Folge der globalen Erwärmung ist der Sauerstoffgehalt von fast 400 untersuchten Süßwasserseen der gemäßigten Zone seit 1980 im Mittel um 5,5 Prozent in oberflächennahen Bereichen und um 18,6 Prozent in der Tiefe gesunken, was zu Todeszonen führen kann.

## Seen außerhalb der Erde
Aufnahmen der Raumsonde Cassini zeigten, dass auf dem Saturnmond Titan Seen aus flüssigem Methan und Ethan existieren, die von Flüssen gespeist werden. Die Durchschnittstemperatur des Titan beträgt −179 °C, dadurch bleibt das Methan flüssig. Der größte See des Titan ist mit rund 400.000 Quadratkilometern das Kraken Mare.
Unter der Eiskappe am Südpol des Mars wurde mittels Radar der Sonde Mars Express 2018 ein Salzwasser enthaltender See mit einer horizontalen Erstreckung von 20 km entdeckt. Unterirdische Seen sind auch auf den Eismonden von Jupiter und Saturn denkbar.